# Vivien Rolland
Pour les articles homonymes, voir Rolland.
Vivien Rolland, né le 12 juillet 1977, est un patineur artistique de la catégorie des couples et un entraîneur français de patinage artistique. Il est vice-champion de France 2000 avec Catherine Huc, sa seconde partenaire.

## Biographie

### Carrière sportive
Vivien Rolland effectue une scolarité classique à Reims (école Saint-Michel de 1983 à 1988, Collège Saint-Rémi de 1988 à 1992 et Lycée Marc-Chagall de 1992 à 1993) avant de suivre les cours par correspondance Hattemer pour pouvoir pratiquer plus assidument les cours de patinage artistique.
Il s'oriente rapidement vers le patinage par couples. Il aura trois partenaires successives : trois saisons avec Alexandra Roger (1995-1998), deux saisons avec Catherine Huc (1998-2000) et une saison avec Céline Masson (2000-2001). Avec sa deuxième partenaire, il est champion de France 2000 à Courchevel.
Il représente la France aux mondiaux juniors de 1997 à Séoul, les championnats européens de 2000 à Vienne et les mondiaux de 2000 à Nice.

### Resonversion
Devenu professionnel en 2001, il se tourne vers une carrière d'entraîneur de patinage artistique et passe le Brevet d'État d'éducateur sportif de niveau 2. Il a enseigné au club des Français Volants de la patinoire Sonja-Henie au palais omnisports de Paris-Bercy. Depuis 2010, il travaille au Club des Sports de Glace de Cergy Pontoise.
Il entraîne entre autres : Marylin Pla & Yannick Bonheur, Adeline Canac & Maximin Coia, Vanessa James & Yannick Bonheur, Mélodie Chataigner & Medhi Bouzzine.

## Palmarès
Avec 3 partenaires :
- Alexandra Roger (1995-1998)
- Catherine Huc (1998-2000)
- Céline Masson (2000-2001)

| Compétition                   | 1996 | 1997 | 1998 |  | 1999 | 2000 |  | 2001 |
| Jeux olympiques d'hiver       |      |      |      |  |      |      |  |      |
| Championnats du monde         |      |      |      |  |      | 21e  |  |      |
| Championnats d’Europe         |      |      |      |  |      | 14e  |  |      |
| Championnats de France        | 5e   | 3e   | 3e   |  | F    | 2e   |  | 5e   |
| Championnats du monde juniors |      | 9e   |      |  |      |      |  |      |
| Légende : F= Forfait          |      |      |      |  |      |      |  |      |